# Conclave de 1922
O Conclave de 1922 foi realizado após a morte do Papa Bento XV por pneumonia em 22 de janeiro de 1922, após um reinado de oito anos. 53 dos 60 cardeais reunidos na Capela Sistina onze dias depois, em 2 de fevereiro, para eleger seu sucessor. Eles escolheram o cardeal Achille Ratti na décima quarta cédula, realizada no quinto dia do conclave. Ele tomou o nome de Pio XI. O novo papa imediatamente reviveu a tradicional bênção pública da varanda, Urbi et Orbi ("para a cidade e para o mundo"), que seus antecessores haviam evitado desde a perda de Roma para o estado italiano em 1870.
Os quatro cardeais não europeus não participaram do conclave. Três deles chegaram tarde demais e um não tentou a jornada. Três semanas após sua eleição, o Papa Pio XI emitiu regras que estendem o tempo entre a morte de um papa e o início do conclave, a fim de aumentar a probabilidade de cardeais de locais distantes participarem do próximo conclave.

## Segundo plano
Os cinco conclaves anteriores haviam produzido uma gangorra entre conservadores e liberais, do conservador Papa Gregório XVI em 1831 ao inicialmente liberal Papa Pio IX. Na época de sua morte em 1878 Pio IX tornou-se um reacionário conservador e ele foi sucedido pelo liberal Papa Leão XIII, que em sua morte foi sucedido pelo populista conservador Papa Pio X. Em 1914, o liberal Papa Bento XV foi eleito.
Com a morte de Bento XV, havia 61 membros do Colégio dos Cardeais. Enrique Almaraz y Santos, o arcebispo de Toledo, morreram no mesmo dia. Três dos 60 cardeais restantes não compareceram ao conclave por motivos de saúde: José María Martín de Herrera y de la Iglesia, Giuseppe Prisco e Lev Skrbenský z Hříště. Joaquim Arcoverde de Albuquerque Cavalcanti, de São Sebastião do Rio de Janeiro, sabia que não chegaria a Roma a tempo do conclave e não tentou a viagem. Os outros três cardeais não europeus - William Henry O'Connell, de Boston, Dennis Joseph Dougherty, da Filadélfia, e Louis-Nazaire Bégin, da cidade de Québec - não chegaram a tempo de participar do conclave.
Dois terços dos cardeais não italianos e alguns dos italianos queriam adiar o início do conclave até que pelo menos um dos americanos chegasse. O cardeal János Csernoch, da Hungria, disse aos outros cardeais que "a América é uma parte vital da Igreja. Será uma calamidade negar sua participação na eleição do pontífice. Terá uma reação grave entre o povo americano; ferirá sua orgulho e dignidade ". O cardeal Friedrich Gustav Piffl se opôs ao processo sem os americanos "por uma questão de técnica". Os 53 cardeais que entraram no conclave em 2 de fevereiro, onze dias após a morte de Bento XV, conforme necessário, eram 31 italianos, cinco franceses, quatro espanhóis, três alemães, 3 britânicos, 2 poloneses, 2 austríacos, um húngaro e um belga e um holandês.

## Votação
O conclave de 1922 foi o conclave mais dividido em muitos anos. Enquanto dois dos três conclaves anteriores duraram três dias ou menos, o conclave de 1922 durou cinco dias. Foram necessários quatorze votações para Achille Ratti, o arcebispo de Milão, atingir a maioria de dois terços necessária para a eleição. Ele fora cardeal e nomeado arcebispo de Milão apenas oito meses antes, após uma longa carreira acadêmica e menos de três anos no serviço diplomático da Santa Sé.
No conclave, o Colégio dos Cardeais foi dividido em duas facções. Uma facção conservadora conhecida como "irreconciliáveis" e "integracionistas" liderada pelo Secretário do Santo Ofício, o cardeal Rafael Merry del Val, favoreceu as políticas e o estilo do papa Pio X. A outra facção mais conciliatória a favor do estilo e das políticas do Papa Bento XV foi liderada pelo cardeal Camerlengo Pietro Gasparri, que havia servido como secretário de Estado de Bento.
Nenhuma votação foi feita no primeiro dia. Foram realizadas quatro cédulas em cada um dos dias seguintes, duas da manhã e duas da tarde. Gasparri aproximou-se de Ratti antes do início das votações no terceiro dia e disse-lhe que exortaria seus partidários a mudar seus votos para Ratti, que ficou chocado ao ouvir isso. Quando ficou claro que nem Gasparri nem del Val poderiam vencer, os cardeais se aproximaram de Ratti, achando-o um candidato comprometido não identificado com nenhuma das facções. Cardeal Gaetano de Lai aproximou-se de Ratti e acredita-se ter dito: "Vamos votar em Sua Eminência se Sua Eminência prometer que você não escolherá o Cardeal Gasparri como seu secretário de Estado". Diz-se que Ratti respondeu: "Espero e rezo para que, entre os cardeais tão merecedores, o Espírito Santo selecione outra pessoa. Se eu for escolhido, é de fato o cardeal Gasparri quem tomarei como meu secretário de Estado". Como previsto, o reconhecimento de Gasparri de que ele não poderia ser eleito e seu consequente apoio a Ratti permitiram que ele permanecesse secretário de Estado até se aposentar em 1930.
Ratti foi eleito papa na décima quarta cédula do conclave em 6 de fevereiro, recebendo 38 votos. O cardeal Dean Vicenzo Vannutelli, o protopresbítero Michael Logue e o protodiácono Gaetano Bisleti se aproximaram de Ratti e o cardeal Vannutelli perguntou se ele aceitava sua eleição. Ratti respondeu: "É a vontade de Deus". Quando pressionado por uma resposta mais explícita, ele respondeu: "Como é a vontade de Deus, não pode ser recusada. Uma vez que é a vontade de Deus, devo obedecer". Vannutelli perguntou ao novo papa com o nome que ele seria chamado. Ratti escolheu "Pio XI", explicando que Pio IX era o papa de sua juventude e Pio X o havia nomeado chefe da Biblioteca do Vaticano. De acordo com o New York Times, Ratti também disse aos cardeais que escolheu o nome Pius porque "ele queria que um Pius terminasse a questão romana que havia começado sob um Pius".
Logo depois, uma fumaça branca subiu da chaminé da Capela Sistina e, por volta das 12h30, Gaetano Bisleti, o cardeal-protodiácono apareceu na loggia central da Basílica de São Pedro e anunciou a eleição de Ratti como Papa Pio XI.

## Bênção

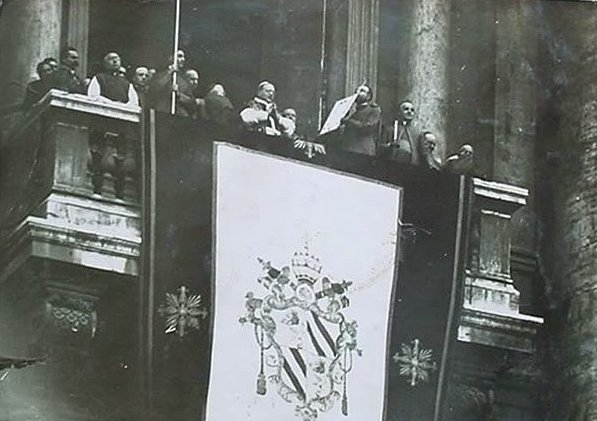
Pio XI faz sua primeira aparição pública em 1922. O brasão de armas na bandeira é o do Papa Pio IX

Como seu primeiro ato como papa, Pio XI reviveu a tradicional bênção pública da varanda, Urbi et Orbi ("para a cidade e para o mundo"), abandonada por seus antecessores desde a perda de Roma para o estado italiano em 1870. Isso sugeriu sua abertura a uma aproximação com o governo da Itália. Ele já havia indicado isso aos cardeais no conclave quando explicou sua escolha de nome ("um Pio para encerrar a questão romana que havia começado sob um Pio") e informou-os de que daria a bênção em público de a varanda central. Quando alguns dos cardeais mais conservadores tentaram convencê-lo a não dar as bênçãos da varanda externa, ele ouviu os argumentos deles por um tempo e anulou suas objeções dizendo: "Lembre-se, eu não sou mais um cardeal. Eu sou o Supremo Pontífice agora ". Além disso, na primeira aparição de Pio XI, a bandeira pendurada na varanda exibia os braços de Pio IX - o papa que perdeu Roma para a Itália - e não os braços de seu antecessor imediato Bento XV. [citação necessária]
Logo após a bênção, o príncipe Ludovico Chigi Albani della Rovere, marechal do Conclave, emitiu uma declaração por ordem do secretário do conclave:
Sua Santidade, o Papa Pio XI, ao fazer todas as reservas em favor dos direitos invioláveis da Igreja e da Santa Sé, direitos que ele jurou defender, deu sua primeira bênção na varanda externa com vista para a Praça de São Pedro. na intenção especial de que sua bênção seja dirigida não apenas aos presentes na praça, e não apenas aos de Roma e Itália, mas a todas as nações e todos os povos e traga ao mundo inteiro o desejo e o anúncio desse universal pacificação que todos desejamos tão ardentemente ".
Dizia-se que, imediatamente após a eleição, ele decidiu nomear Pietro Gasparri como seu Cardeal Secretário de Estado. O relatório contemporâneo do The New York Times no dia seguinte, 7 de fevereiro, parece confirmar isso, pois relatou que Gasparri, que havia servido como Secretário de Estado de Bento XV, foi reconduzido pelo novo papa e a recondução foi anunciada quase imediatamente. depois que o novo papa assumiu seu pontificado. O papa também recebeu o corpo diplomático e a aristocracia papal em uma audiência no final da tarde.
Pio XI foi coroado em 12 de fevereiro. Ao contrário de seu antecessor imediato, que teve sua coroação na Capela Sistina, a coroação de Pio ocorreu no estrado em frente ao altar-mor na Basílica de São Pedro.

## Nova regra para agendar um conclave
Imediatamente após o conclave, discutiu-se abertamente a circunstância de os cardeais terem contestado adiar o conclave para aguardar a chegada dos americanos. Em 8 de fevereiro, quatro cardeais franceses, Louis Luçon de Reims, Louis-Ernest Dubois de Paris, Pierre Andrieu de Bordeaux e Louis-Joseph Maurin de Lyon, pediram mudanças na lei da igreja para permitir um atraso indefinido para garantir a participação dos cardeais para a América do Norte e do Sul. E o cardeal Pietro Gasparri, que havia liderado os italianos em oposição a um atraso, expressou apoio a algumas modificações no cronograma.
No dia 28 de fevereiro, o papa Pio se encontrou com o cardeal O'Connell e disse: "Não haverá mais 5.000 milhas em uma tentativa vã de chegar a Roma a tempo de um Conclave. Os Estados Unidos são importantes demais para serem ignorados como têm sido. Eu cuidarei para que o que aconteceu no último Conclave não ocorra novamente."
Pio XI emitiu novos regulamentos no Cum Proxime em 1 de março de 1922. Ele notou a experiência do conclave que o elegeu e que os cardeais haviam solicitado modificações. Ele fixou o início do conclave em dez a quinze dias após a morte do papa e permitiu que os cardeais o estendessem até dezoito dias. Os cardeais americanos levaram de quinze (6 de fevereiro) a dezoito dias (9 de fevereiro) para chegar a Roma.
Em 1939, o Colégio esperou o máximo de dezoito dias.

Brasão pontifício de Pio XI

Brasão do Camerlengo no Conclave de 1922

| Duração            | 5 dias               |
| Numero de votações | 14                   |
| Eleitores          | 60                   |
| ------------------ | -------------------- |
| Ausentes           | 7                    |
| Presentes          | 53                   |
| África             | 0                    |
| América Latina     | 1                    |
| América do Norte   | 0                    |
| Ásia               | 0                    |
| Europa             | 53                   |
| Oceania            | 0                    |
| Italianos          | 30                   |
| Papa Morto         | BENTO XV (1914–1922) |
| Papa Eleito        | PIO XI (1922–1939)   |

## Cardeais Eleitores

### Composição por consistório
Como resultado da duração diferente dos pontificados do Bento XV e de Pio XI, nos conclaves após sua morte, os cardeais criados pelos pontífices anteriores, que eram mais da metade em 1922, caíram para 15%. em 1939.
| Consistório           | 1922 |
| --------------------- | ---- |
| Dezembro de 1889      | 1    |
| Janeiro de 1893       | 1    |
| Novembro de 1896      | 1    |
| Abril de 1897         | 1    |
| Junho de 1899         | 2    |
| Abril de 1901         | 2    |
| Criados por Leão XIII | 8    |
| Novembro de 1903      | 1    |
| Dezembro de 1905      | 2    |
| Abril de 1907         | 3    |
| Dezembro de 1907      | 4    |
| Novembro de 1911      | 9    |
| Maio de 1914          | 5    |
| Criados por Pio X     | 24   |
| Dezembro de 1915      | 4    |
| Dezembro de 1916      | 10   |
| Dezembro de 1919      | 5    |
| Março de 1921         | 6    |
| Junho de 1921         | 3    |
| Criados por Bento XV  | 28   |
| Total                 | 60   |

| Criado por             | Cardeais | Por Cento |
| ---------------------- | -------- | --------- |
| Papa Leão XIII (LXIII) | 08       | 13,33 %   |
| Papa Pio X (PX)        | 024      | 40 %      |
| Papa Bento XV (BXV)    | 028      | 46,67 %   |
| Total                  | 60       | 100 %     |

## Cardeais Bispos
| Nº | Nome                                   | País   | Função | Data Nascimento       | Consistório   | Papa  |
| -- | -------------------------------------- | ------ | --- | --------------------- | ------------- | ----- |
| 1  | Vincenzo Vannutelli                    | Itália | Decano do Colégio dos Cardeais Datário de Sua Santidade Prefeito da Sagrada Congregação de Cerimônias                             | 5 de dezembro de 1836 | Dezembro 1889 | LXIII |
| 2  | Gaetano de Lai                         | Itália | Secretário da Congregação para os Bispos                                                                                          | 26 de julho de 1853   | Dezembro 1907 | PX    |
| 3  | Antonio Vico                           | Itália | Prefeito da Congregação para o Culto Divino e Disciplina dos Sacramentos                                                          | 9 de janeiro de 1847  | Novembro 1911 | PX    |
| 4  | Gennaro Granito Pignatelli di Belmonte | Itália | Bispo de Albano | 10 de abril de 1851   | Novembro 1911 | PX    |
| 5  | Basilio Pompilj                        | Itália | Vigário-Geral de Sua Santidade para a Diocese de Roma Cardeal-Bispo de Velletri Arcipreste da Arquibasílica de São João de Latrão | 16 de abril de 1858   | Novembro 1911 | PX    |
| 6  | Giovanni Cagliero, S.D.B.              | Itália | Delegado Apostólico na América Central                                                                                            | 11 de janeiro de 1838 | Dezembro 1915 | BXV   |

## Cardeais Presbíteros
| Nº | Nome                              | País          | Função                                                                                        | Data Nascimento         | Consistório   | Papa  |
| -- | --------------------------------- | ------------- | --------------------------------------------------------------------------------------------- | ----------------------- | ------------- | ----- |
| 7  | Michael Logue                     | Irlanda       | Arcebispo de Armagh Protopresbítero                                                           | 1 de outubro de 1840    | Janeiro 1893  | LXIII |
| 8  | Giuseppe Francica-Nava de Bontifè | Itália        | Arcebispo de Catania                                                                          | 23 de julho de 1846     | Junho 1899    | LXIII |
| 9  | Agostino Richelmy                 | Itália        | Arcebispo de Turim                                                                            | 29 de novembro de 1850  | Junho 1899    | LXIII |
| 10 | Bartolomeo Bacilieri              | Itália        | Bispo de Verona                                                                               | 28 de março de 1842     | Abril 1901    | LXIII |
| 11 | Rafael Merry del Val              | Reino Unido   | Secretário da Congregação do Santo Ofício                                                     | 10 de outubro de 1865   | Novembro 1903 | PX    |
| 12 | Ottavio Cagiano de Azevedo        | Itália        | Chanceler da Secretaria de Estado da Santa Sé                                                 | 7 de novembro de 1845   | Dezembro 1905 | PX    |
| 13 | Pietro Maffi                      | Itália        | Arcebispo na Pisa                                                                             | 12 de outubro de 1858   | Abril 1907    | PX    |
| 14 | Alessandro Lualdi                 | Itália        | Arcebispo na Palermo                                                                          | 12 de agosto de 1858    | Abril 1907    | PX    |
| 15 | Désiré-Joseph Mercier             | Bélgica       | Arcebispo da Malinas                                                                          | 21 de novembro de 1851  | Abril 1907    | PX    |
| 16 | Pietro Gasparri                   | Itália        | Cardeal Secretário de Estado                                                                  | 5 de maio de 1852       | Dezembro 1907 | PX    |
| 17 | Louis Luçon                       | França        | Arcebispo de Reims                                                                            | 28 de outubro de 1842   | Dezembro 1907 | PX    |
| 18 | Pierre Andrieu                    | França        | Arcebispo de Bordeaux                                                                         | 7 de dezembro de 1849   | Dezembro 1907 | PX    |
| 19 | António Mendes Bello              | Portugal      | Patriarca de Lisboa                                                                           | 18 de junho de 1842     | Novembro 1911 | PX    |
| 20 | Francis Bourne                    | Reino Unido   | Arcebispo de Westminster                                                                      | 23 de março de 1861     | Novembro 1911 | PX    |
| 21 | Willem Marinus van Rossum, C.Ss.R | Países Baixos | Prefeito da Congregação para a Evangelização dos Povos                                        | 3 de setembro de 1854   | Novembro 1911 | PX    |
| 22 | János Csernoch                    | Hungria       | Arcebispo de Esztergom-Budapeste                                                              | 18 de junho de 1852     | Maio 1914     | PX    |
| 23 | Friedrich Gustav Piffl, C.R.S.A.  | Áustria       | Arcebispo de Viena                                                                            | 15 de outubro de 1864   | Maio 1914     | PX    |
| 24 | Alfonso Mistrangelo, Sch. P.      | Itália        | Arcebispo de Florença                                                                         | 26 de abril de 1852     | Dezembro 1915 | BXV   |
| 25 | Andreas Früwirth, O.P             | Alemanha      | Núncio emérito na Baviera                                                                     | 21 de agosto de 1845    | Dezembro 1915 | BXV   |
| 26 | Raffaele Scapinelli di Leguigno   | Itália        | Prefeito emérito da Sagrada Congregação dos Religiosos                                        | 25 de abril de 1858     | Dezembro 1915 | BXV   |
| 27 | Pietro La Fontaine                | Itália        | Patriarca de Veneza                                                                           | 29 de novembro de 1860  | Dezembro 1916 | BXV   |
| 28 | Vittorio Ranuzzi de 'Bianchi      | Itália        | Majordomo papal                                                                               | 14 de julho de 1857     | Dezembro 1916 | BXV   |
| 29 | Donato Sbarretti                  | Itália        | Prefeito da Congregação para o Clero                                                          | 12 de novembro de 1856  | Dezembro 1916 | BXV   |
| 30 | Louis-Ernest Dubois               | França        | Arcebispo de Paris                                                                            | 1 de setembro de 1856   | Dezembro 1916 | BXV   |
| 31 | Tommaso Pio Boggiani, O.P.        | Itália        | Arcebispo de Génova                                                                           | 19 de janeiro de 1863   | Dezembro 1916 | BXV   |
| 32 | Alessio Ascalesi, C.P.P.S.        | Itália        | Arcebispo de Nápoles                                                                          | 22 de outubro de 1872   | Dezembro 1916 | BXV   |
| 33 | Louis-Joseph Maurin               | França        | Arcebispo de Lyon                                                                             | 15 de fevereiro de 1859 | Dezembro 1916 | BXV   |
| 34 | Adolf Bertram                     | Alemanha      | Arcebispo de Wroclaw                                                                          | 14 de março de 1859     | Dezembro 1916 | BXV   |
| 35 | Augusto Silj                      | Itália        | Prefeito de Supremo Tribunal da Assinatura Apostólica                                         | 9 de julho de 1846      | Dezembro 1919 | BXV   |
| 36 | Juan Soldevilla y Romero          | Espanha       | Arcebispo de Saragoça                                                                         | 29 de outubro de 1843   | Dezembro 1919 | BXV   |
| 37 | Teodoro Valfre di Bonzo           | Itália        | Prefeito de Congregação para os Institutos de Vida Consagrada e Sociedades de Vida Apostólica | 21 de agosto de 1853    | Dezembro 1919 | BXV   |
| 38 | Aleksander Kakowski               | Polónia       | Arcebispo de Varsóvia                                                                         | 5 de fevereiro de 1862  | Dezembro 1919 | BXV   |
| 39 | Edmund Dalbor                     | Polónia       | Arcebispo de Gniezno                                                                          | 30 de outubro de 1869   | Dezembro 1919 | BXV   |
| 40 | Francesco Ragonesi                | Itália        | Núncio-Apostólico na Espanha                                                                  | 21 de dezembro de 1850  | Março 1921    | BXV   |
| 41 | Michael von Faulhaber             | Alemanha      | Arcebispo de Munique e Frisinga                                                               | 5 de março de 1869      | Março 1921    | BXV   |
| 42 | Juan Benlloch i Vivó              | Espanha       | Arcebispo de Burgos                                                                           | 29 de dezembro de 1864  | Março 1921    | BXV   |
| 43 | Francisco Vidal y Barraquer       | Espanha       | Arcebispo de Tarragona                                                                        | 3 de outubro de 1868    | Março 1921    | BXV   |
| 44 | Karl Joseph Schulte               | Alemanha      | Arcebispo de Colônia                                                                          | 14 de setembro de 1871  | Março 1921    | BXV   |
| 45 | Giovanni Tacci Porcelli           | Itália        | Secretário da Congregação para as Igrejas Orientais                                           | 12 de novembro de 1863  | Junho 1921    | BXV   |
| 46 | Ambrogio Damiano Achille Ratti    | Itália        | Arcebispo de Milão                                                                            | 31 de maio de 1857      | Junho 1921    | BXV   |

## Cardeais Diáconos
| Nº | Nome                          | País        | Função                                                                                       | Data Nascimento        | Consistório   | Papa |
| -- | ----------------------------- | ----------- | -------------------------------------------------------------------------------------------- | ---------------------- | ------------- | ---- |
| 47 | Gaetano Bisleti               | Itália      | Prefeito da Congregação para a Educação Católica Protodiácono                                | 20 de março de 1856    | Novembro 1911 | PX   |
| 48 | Louis Billot, S.J.            | França      | Presbítero da Companhia de Jesus                                                             | 12 de janeiro de 1846  | Novembro 1911 | PX   |
| 49 | Michele Lega                  | Itália      | Prefeito da Congregação para o Culto Divino e Disciplina dos Sacramentos                     | 1 de janeiro de 1860   | Maio 1914     | PX   |
| 50 | Francis Aidan Gasquet, O.S.B. | Reino Unido | Arquivista dos Arquivos Secretos do Vaticano Bibliotecário da Biblioteca Apostólica Vaticana | 5 de outubro de 1846   | Maio 1914     | PX   |
| 51 | Niccolò Marini                | Itália      | Secretário-emérito da Congregação para as Igrejas Orientais                                  | 20 de agosto de 1843   | Dezembro 1916 | BXV  |
| 52 | Oreste Giorgi                 | Itália      | Prefeito da Penitenciária Apostólica                                                         | 19 de maio de 1856     | Dezembro 1916 | BXV  |
| 53 | Camillo Laurenti              | Itália      | Prefeito da Congregação para o Culto Divino e Disciplina dos Sacramentos                     | 20 de novembro de 1861 | Junho 1921    | BXV  |

## Ausentes
| Nº | Nome                                         | País           | Função                              | Data Nascimento       | Consistório   | Papa  |
| -- | -------------------------------------------- | -------------- | ----------------------------------- | --------------------- | ------------- | ----- |
| 54 | Giuseppe Antonio Ermenegildo Prisco          | Itália         | Arcebispo de Nápoles                | 8 de setembro de 1833 | Novembro 1896 | LXIII |
| 55 | José María Martín de Herrera y de la Iglesia | Espanha        | Arcebispo de Santiago de Compostela | 23 de julho de 1846   | Abril 1897    | LXIII |
| 56 | Lev Skrbenský z Hříště                       | Áustria        | Arcebispo-emérito de Olomouc        | 12 de junho de 1863   | Abril 1901    | LXIII |
| 57 | Joaquim Arcoverde de Albuquerque Cavalcanti  | Brasil         | Arcebispo do Rio de Janeiro         | 17 de janeiro de 1850 | Dezembro 1905 | PX    |
| 58 | William Henry O'Connell                      | Estados Unidos | Arcebispo de Boston                 | 8 de dezembro de 1859 | Novembro 1911 | PX    |
| 59 | Louis-Nazaire Bégin                          | Canadá         | Arcebispo de Quebec                 | 10 de janeiro de 1840 | Maio 1914     | PX    |
| 60 | Dennis Joseph Dougherty                      | Estados Unidos | Arcebispo de Filadélfia             | 16 de agosto de 1865  | Março 1921    | BXV   |

## Resultados da votação
A publicação do diário do Cardeal Friedrich Gustav Piffl em 1963, ele fez à disposição dos estudiosos dos votos do conclave de 1914 e o conclave de 1922. Piffl não tinha a intenção de violar o sigilo do conclave e por isso ordenou que o diário fosse queimado em sua morte. No entanto, alguém evitou a queima do diário, permitindo que o arquivista Max Liebmann o publicasse.
| Votação                                | Votação | Votação | Votação | Votação | Votação | Votação | Votação | Votação | Votação | Votação | Votação | Votação | Votação | Votação |
| Votação:                               | 1       | 2       | 3       | 4       | 5       | 6       | 7       | 8       | 9       | 10      | 11      | 12      | 13      | Final   |
| Rafael Merry del Val                   | 12      | 11      | 14      | 17      | 13      | 7       | -       | -       | -       | -       | -       | -       | -       | -       |
| Pietro Maffi                           | 10      | 10      | 10      | 9       | -       | -       | -       | -       | -       | -       | -       | -       | -       | -       |
| Pietro Gasparri                        | 8       | 10      | 11      | 13      | 21      | 24      | 24      | 24      | 24      | 19      | 16      | 2       | 1       | -       |
| Achille Ratti                          | 5       | 5       | 6       | 5       | 5       | 4       | 4       | 5       | 11      | 14      | 24      | 27      | 30      | 42      |
| Pietro La Fontaine                     | 4       | 9       | 2       | 1       | 7       | 13      | 22      | 21      | 18      | 8       | 23      | 22      | 18      | 9       |
| Willem Marinus van Rossum              | 4       | -       | -       | -       | -       | -       | -       | -       | -       | -       | -       | -       | -       | -       |
| Gaetano Bisleti                        | 3       | 1       | 4       | 4       | 2       | 1       | 1       |         | -       | -       | -       | -       | -       | -       |
| Gaetano de Lai                         | 3       | 2       | 1       | -       | 2       | 1       | 1       | -       | -       | -       | -       | -       | -       | 1       |
| Basilio Pompilj                        | 2       | 1       | 1       | 1       | 1       | 1       | -       | -       | 1       |         | -       | -       | -       | -       |
| Camillo Laurenti                       | 2       | 4       | 3       | 2       | 2       | 2       | 1       | 1       | 3       | 5       | 4       | 3       | 4       | 2       |
| Désiré-Joseph Mercier                  | 1       | -       | -       | -       | -       | -       | -       | -       | -       | -       | -       | -       | -       | -       |
| Michele Lega                           | -       | -       | 1       | 1       | -       | -       | -       | -       | 1       | 1       | -       | -       | -       | -       |
| Oreste Giorgi                          | -       | -       | -       | -       | -       | -       | -       | -       | 1       | 1       | -       | -       | -       | -       |
| Gennaro Granito Pignatelli di Belmonte | -       | -       | -       | -       | -       | -       | -       | -       | -       | 8       | -       | -       | -       | -       |
| Raffaele Scapinelli di Leguigno        | -       | -       | -       | -       | -       | -       | -       | -       | -       | 1       | -       | -       | -       | -       |
| -------------------------------------- | ------- | ------- | ------- | ------- | ------- | ------- | ------- | ------- | ------- | ------- | ------- | ------- | ------- | ------- |